# Mandevilla crassinoda
Mandevilla crassinoda là một loài thực vật có hoa trong họ La bố ma. Loài này được (Gardner) Woodson mô tả khoa học đầu tiên năm 1933.